# Fairground Attraction
Fairground Attraction est un groupe de pop acoustique originaire d'Écosse. Il est principalement connu pour le succès de son single Perfect, ainsi que pour sa chanteuse Eddi Reader, qui s'est lancée dans une carrière solo réussie à la suite de la dissolution du groupe.

## Historique
Après sa formation en 1987, Fairground Attraction a obtenu un contrat avec RCA Records, chez qui leur premier single Perfect est paru en avril 1988. Son succès a été immédiat, permettant au titre d'atteindre la première place du UK Singles Chart. Leur premier album, The First of a Million Kisses, est principalement écrit par Mark E. Nevin, et constitue un mélange de folk, jazz, country et cajun. À la suite de sa sortie, il parviendra également à atteindre des ventes satisfaisantes, prenant la troisième puis la deuxième place du UK Albums Chart. L'album sera finalement certifié disque de platine, et remportera le prix du meilleur album aux Brit Awards 1989 - le single Perfect décrochant lui le prix du meilleur single.
À la suite du premier album, Reader décide de quitter le groupe au profit d'une carrière solo. L'album Ay Fond Kiss sera tout de même lancé au cours de l'année, rassemblant des B-sides ainsi que d'autres enregistrements produits lors des sessions studio du premier album. Un single, la reprise de Patsy Cline Walkin' After Midnight verra le jour. Les morceaux composés pour le deuxième album, s'ils ne furent jamais enregistrés en studio, ont été pour la plupart joués en live (disponibles sur l'album live Kawasaki Live in Japan 02.07.89) ; ils ont été par ailleurs enregistrés plus tard par Mark E. Nevin avec le chanteur Brian Kennedy, sous le nom de Sweetmouth.

## Membres
- Eddi Reader (née le 28 août 1959 à Glasgow, Écosse) — chant
- Mark E. Nevin (né le 13 août 1959 à Ebbw Vale, Pays de Galles) — guitare
- Simon Edwards (né le 25 novembre 1958 à Leicester, Angleterre) — guitarrón
- Roy Dodds (né le 11 juillet 1958 à Larne, Irlande du Nord) — batterie

## Discographie

### Albums live
- 2003 : Kawasaki Live in Japan 02.07.89

### Compilations
- 1994 : The Collection: Fairground Attraction, featuring Eddi Reader
- 1995 : Perfect: The Best of Fairground Attraction
- 1996 : The Very Best of Fairground Attraction, featuring Eddi Reader
- 1997 : The Masters
- 1998 : 80s Eternal Best: Fairground Attraction Best
- 2004 : The Best of Fairground Attraction